# Dekalog, siedem
Dekalog, siedem (polonès: Decàleg, set) és la setena part de Dekalog, la sèrie de pel·lícules dramàtiques dirigida pel director polonès Krzysztof Kieślowski per a televisió, possiblement connectada amb l’imperatiu setè dels Deu Manaments: "No robaràs".
Una jove (Maja Barelkowska) segresta el seu propi fill, que ha estat criat pels seus pares com la seva germana.

## Argument
Abans dels fets de la pel·lícula: Ewa és la mare de Majka, de 22 anys. No va poder tenir més fills després de Majka, tot i que li hauria agradat. Es va convertir en directora d'una escola on va contractar un professor de literatura, Wojtek. Wojtek va conèixer i seduir a Majka, llavors de 16 anys, que es va quedar embarassada i va tenir una filla, Ania. No obstant això, a causa de l'"escàndol" de tot plegat, Majka es va veure obligada a fingir que l'Ania era en realitat la seva germana petita en lloc de la seva filla, i Wojtek va evitar els càrrecs per seduir un menor simplement marxant.
La pel·lícula: Majka (Maja Barelkowska), de vint-i-dos anys, que encara viu amb els seus pares, és expulsada de la universitat durant el seu darrer mandat i vol fugir al Canadà amb l'Ania. Necessita la signatura de la seva mare, però, per obtenir el passaport de l'Ania. L'Ania (Katarzyna Piwowarczyk), de sis anys, té malsons recurrents i només pot ser consolada per la mare de Majka, l'Ewa (Anna Polony). El pare de Majka, Stefan (Wladyslaw Kowalski), passa el seu temps arreglant un orgue de tubs al seu apartament. L'Ewa és tan cruel amb la Majka com és afectuosa amb l'Ania.
L'Ewa porta l'Ania a l'escola per veure una representació de teatre escolar. La Majka també aconsegueix entrar al vestíbul de l'escola i s'emporta l'Ania. L'Ewa està commocionada per la desaparició de l'Ania. L'Ania, per la seva banda, creu que tot això és només un joc amb la seva 'germana'. Finalment, la Majka li diu que no és la seva germana, sinó la seva mare i que l'Ewa és la seva àvia. L'Ania sembla entendre i després li pregunta qui és el seu pare.
La Majka va a la casa de Wojtek al camp. Ara es guanya la vida fent ossets de peluix. Es van conèixer per primera vegada en sis anys i Wojtek es va quedar sorprès i una mica incòmode de veure la seva filla. Mentre són allà, el pare de la Majka, Stefan, truca, però Wojtek menteix i li diu que fa sis anys que no veu en Majka. L'Ewa demana a Stefan que truqui als seus antics coneguts polítics per ajudar-los a trobar l'Ania. Mentre l'Ania dorm, Majka i Wojtek parlen del seu passat. Mentre dorm, l'Ania agafa el dit de Wojtek i ell comença a escalfar-la. Mentrestant, la Majka surt a trucar a l'Ewa i a l'Stefan des d'una cabina telefònica. Els explica les seves condicions respecte a l'Ania, és a dir, que la reconeguin com la seva mare i que les deixin soles. Mentrestant, l'Ania s'ha despertat i ha mantingut una conversa amb Wojtek que ara és molt afectuosa amb ella. La Majka ha tornat i li demana a l'Ania que s'adreci a ella com a mare, però només pot dir-li Majka.
L'Ania es torna a dormir. Wojtek li diu a la Majka que consideri tornar al lloc dels seus pares a Varsòvia, ja que el trauma de tota la prova podria ser massa per a l'Ania. La Majka accepta i Wojtek promet que un amic, que té una furgoneta, els torni a portar. Quan Wojtek torna amb el seu amic, la Majka i l'Ania se'n van. La Majka torna a trucar a l'Ewa i li demana que accepti totes les seves condicions anteriors i que organitzi els documents necessaris per obtenir el passaport i el visat de l'Ania per al Canadà. L'Ewa intenta negociar, però la Majka és implacable: o l'Ewa accepta les seves demandes o mai més tornarà a veure l'Ania. Després d'un moment de silenci, la Majka penja, just quan l'Ewa està a punt d'acceptar les seves condicions. El telèfon torna a sonar a casa de l'Ewa i l'Stefan. És Wojtek: admet la seva mentida anterior i ofereix la seva ajuda per localitzar Majka.
La Majka i l'Ania es dirigeixen a l'estació de tren local. Volen comprar un bitllet però, com que és diumenge, no hi haurà un altre tren durant dues hores. La dona de la taquilla, sospitant que la Majka podria estar fugint d'alguna cosa, potser violència domèstica, els ofereix a tots dos refugi a la seva oficina fins que arribi el tren. L'Ewa i l'Stefan arriben a l'estació de tren i li pregunten a la dona de la taquilla sobre la Majka i l'Ania. La dona els diu que van marxar fa dues hores, però l'Ania sense voler-los revela la seva ubicació en sentir la veu de la seva àvia. L'Ania corre emocionada cap a l'Ewa, i una Majka trista i desanimada no pot enfrontar-se a la seva mare i puja sola al tren. L'Ania corre després d'ella i del tren, entenent que acaba de passar alguna cosa irreparable.

## Repartiment
- Anna Polony - Ewa
- Maja Barełkowska - Majka
- Wladysław Kowalski - Stefan
- Bogusław Linda - Wojtek
- Bozena Dykiel - taquillera
- Katarzyna Piwowarczyk - Ania
- Dariusz Jabłoński – amic de Wojtek